# Cielos abiertos
La expresión cielos abiertos hace referencia al mantenimiento de acuerdos bilaterales o multilaterales de transporte aéreo civil o militar según los cuales:
- En el caso de los tratados civiles, se liberalizan los mercados del transporte aéreo de los países firmantes y se minimiza la intervención gubernamental en los servicios de pasajeros, carga y combinados ya sean regulares o chárter.
- En el caso de los militares, se establece un régimen que controle los vuelos oficiales.

## Antecedentes
Para ser considerado soberano, un estado debe tener el control tanto de facto como de de iure sobre todo el territorio y espacios marítimo y aéreo incluido dentro de sus fronteras reconocidas. Una vez que el Estado queda constituido, surge el concepto de invasión como cualquier entrada en su territorio sin autorización. Por tanto, si una persona desea cruzar sus fronteras, un barco pretende entrar en sus aguas territoriales o un avión cruzar su espacio aéreo, es necesario un consentimiento previo. Aquellos que no lo hayan solicitado y obtenido se arriesgan a ser arrestados y procesados por la Justicia del Estado en cuestión. En el peor de los casos, esta entrada ilegal podría ser considerada un acto de guerra. Por ejemplo, en 1983 el vuelo 007 de Korean Air se desvió de su rumbo y entró en el espacio aéreo soviético, siendo inmediatamente derribado. Afortunadamente este tipo de malentendidos son muy poco frecuentes.
Desde la Segunda Guerra Mundial, muchos estados se esforzaron en fundar o apoyar la creación de aerolíneas (a veces llamas aerolíneas de bandera). El transporte aéreo difiere de otras formas de comercio, no solo por su mayor componente internacional sino también porque muchas de las compañías que se dedican a esta actividad son propiedad o al menos están participadas por sus respectivos gobiernos. De este modo, a medida que fue aumentando la competencia internacional, también se fueron imponiendo diferentes grados de proteccionismo.

## Primeros pasos
La Convención Internacional sobre Aviación Civil celebrada en Chicago en 1944 pretendía preparar un marco de trabajo que permitiese el desarrollo del transporte aéreo comercial. Para ello presentaron las llamadas 9 libertades del aire, que serían aplicadas en los estados participantes en dicha Convención y en cualquier posible tratado bilateral que conceda derechos o privilegios para explotar servicios aéreos internacionales.

## Cielos abiertos para el transporte civil
El último cuarto del siglo XX fue notablemente beneficioso para las aerolíneas en lo que a la legislación reguladora de sus actividades se refiere. Los Estados Unidos comenzaron a buscar acuerdos de cielos abiertos en 1979, y en 1982 ya habían firmado 23 acuerdos bilaterales, principalmente con pequeños países. Durante la década de los 90 hicieron lo propio con algunos estados europeos. 
El primer gran paso se dio en 1992 cuando los Países Bajos firmaron el primer acuerdo de cielos abiertos con los Estados Unidos a pesar de las objeciones por parte de las autoridades de la Unión Europea. El acuerdo concedía a los dos países total libertad para aterrizar en el suelo del otro. Normalmente los derechos de aterrizaje se limitan a un número prefijado de vuelos semanales o a un determinado destino, y cualquier variación por pequeña que sea requiere arduas negociaciones entre los gobiernos más que entre las aerolíneas afectadas. Los Estados Unidos quedaron tan sorprendidos con la libertad con la que habían actuado los Países Bajos respecto de la Unión Europea que levantaron todas las restricciones impuestas a la alianza que Northwest Airlines y KLM Royal Dutch Airlines mantenían desde 1989 (momento en que ambas aerolíneas firmaron un acuerdo de código compartido a gran escala). Otras aerolíneas han necesitado años de disputas legales o siguen en ellas para superar las barreras internacionales.
En 2001 Estados Unidos suscribió el Acuerdo Multilateral para la Liberalización del Transporte Aéreo Internacional (MALIAT, siglas en inglés) junto con Brunéi, Chile, Nueva Zelanda y Singapur. Los EE. UU. disfrutaron de una posición más poderosa en las negociaciones pero la Comisión Europea, como órgano supranacional, consiguió negociar con los Estados Unidos un Acuerdo Comunitario de Servicio Aéreo. Estas conversaciones resultaron en un texto que entró en vigor el 2 de marzo de 2007.

## Puntos clave de los acuerdos de cielos abiertos
La mayoría de los acuerdos civiles en vigor contemplan:
1. Competencia en libre mercado
No imposición de restricciones en los vuelos internacionales en lo que a número de aerolíneas, capacidad, frecuencias y aeronaves empleadas se refiere.
2. Precios y tarifas de mercado:
Una tarifa solo puede ser desautorizada si ambos países así lo desean y únicamente en casos muy específicos.
3. Competencia en igualdad
Por ejemplo:
  - Todas las aerolíneas (figuren o no en el acuerdo) de ambas partes pueden establecer oficinas en el otro país y disponer de los beneficios que éstas generen de forma rápida y sin restricciones. Las aerolíneas designadas tienen la libertad de utilizar su propio servicio de handling (gestión de equipajes en tierra) o contratar a alguno de sus competidores. Las aerolíneas y consignatarios pueden organizar como deseen la distribución terrestre de la mercancía recibida por vía aérea y tienen garantizado el acceso a los servicios de Aduanas.
  - Las tasas cargadas a los usuarios simplemente vienen determinadas por los costes del servicio, y los sistemas informáticos de reservas deben ser transparentes y no discriminatorios.
4. Acuerdos de cooperación económica
Las aerolíneas designadas pueden suscribir acuerdos de código compartido o alquilar aeronaves a compañías de cualquiera de ambos países o incluso de terceros según las normas vigentes. De manera opcional también se puede permitir que aerolíneas y transportistas terrestres realicen operaciones de código compartido.
5. Asesoramiento para la resolución de conflictos
Se incluyen procedimientos para resolver las diferencias relacionadas con la interpretación del Acuerdo.
6. Libertad de servicios charter
Las compañías pueden escoger a qué regulación se acogen para operar vuelos chárter.
7. Seguridad
Cada gobierno se compromete a mantener los mayores niveles posibles de seguridad aérea y a prestar asistencia al otro en determinadas circunstancias.
8. Aplicación opcional de la 7ª Libertad del Aire acerca del transporte de carga
Se permite a una aerolínea realizar operaciones de carga entre el otro país y un tercero mediante vuelos que no tienen por qué hacer escalas en el país de origen de dicha aerolínea, proceder de él o tenerlo como destino.

## Regulación militar
El Tratado de Cielos Abiertos, firmado en Helsinki en 1992, supone un pequeño sacrificio multinacional de las respectivas soberanías aéreas en aras de conseguir una mayor transparencia de las operaciones militares así como mayor confianza al permitir vuelos de observación sobre casi todo el territorio de los países firmantes bajo las siguientes condiciones:
- Se prohíbe sobrevolar áreas peligrosas y las zonas de seguridad marcadas 10 millas a lo largo de las fronteras exteriores e interiores de cada Estado.
- Existe una distancia máxima de vuelo.
- Cada avión de observación contará con sensores y cámaras panorámicas, videocámaras en tiempo real, visores de infrarrojos e imágenes por radar. Para asegurar que el equipamiento se ajusta a lo acordado, se concede a la aeronave un primer certificado que autoriza a realizar vuelos de prueba durante una semana, tiempo tras el cual se analiza la información recogida.
- Cada estado sobrevolado puede elegir entre permitir la entrada del avión extranjero de observación o en su lugar proveer un aparato propio plenamente equipado para realizar dicha tarea (modalidad taxi).
- Los vuelos son realizados por equipos conjuntos.
- Las imágenes obtenidas podrán ser compartidas con todos los firmantes como forma de vigilar el cumplimiento de posibles tratados sobre control armamentístico.

Para ilustrar el alcance del tratado, Alemania e Italia se autorizan 12 vuelos al año, mientras que Rusia-Bielorrusia y los Estados Unidos deben permitirse un total del 42.
Existe también un Acuerdo Bilateral de Cielos Abiertos entre Rumanía y Hungría. De manera tácita pero persistente, los Estados Unidos han promovido y apoyado la firma de diferentes tratados bilaterales o trilaterales de este tipo entre países sudamericanos. De manera similar, existen tratados bilaterales que permiten que los aviones militares entrenen o circulen en los respectivos espacios aéreos. Por ejemplo, Singapur mantiene acuerdos de este tipo con los Estados Unidos, Francia y Australia.